# Elbląg
Elbląg é uma cidade com direitos de condado na voivodia da Vármia-Masúria, sede das autoridades do condado de Elbląg e da comuna rural de Elbląg, mas a cidade não está incluída nela, constituindo uma unidade separada de autogoverno local. Desde 1992, é a capital da diocese de Elbląg. É a cidade mais antiga da voivodia, uma das mais antigas da Polônia e da Alemanha (fundada em 1237, direitos de cidade em 1246). A cidade tinha o direito de participar ativamente do ato de eleger um rei. Também é a cidade mais baixa localizada na Polônia. Encontra-se na foz do rio Elbląg indo até a lagoa do Vístula. Estende-se por uma área de 79,82 km², com 120 895 habitantes, segundo os censos de 2017, com uma densidade de 1521,1 hab/km².